# Старе Село (гміна Олешичі)

Хор Старого Села під час Шевченківських свят у 1940 році.

Церква свв. Козьми і Даміана
(знищена у 1975 р.)

Старе Село (пол. Stare Sioło) — село в Польщі, у гміні Олешичі Любачівського повіту Підкарпатського воєводства.
Населення — 1063 особи (2011).

## Географія
Село розташоване на відстані 5 кілометрів на захід від центру гміни міста Олешичі, 11 кілометрів на захід від центру повіту міста Любачова і 70 кілометрів на схід від столиці воєводства  — міста Ряшіва.

## Історія
Село детально описане в королівській люстрації 1565 року.
1 квітня 1930 року присілок Чотирибоки вилучено з сільської гміни Старе Село Любачівського повіту Львівського воєводства і включено до сільської гміни Вілька Жапалівська того ж повіту і воєводства.
15 червня 1934 року присілок Ігначе вилучений з сільської гміни Старе Село Любачівського повіту і включений до сільської гміни Радава Ярославського повіту.
За даними Володимира Кубійовича, процитованими Юрієм Гаврилюком в статті «Земля на українському обрії. Надсяння: Любачівський повіт. (З матеріалів до краєзнавчого словника.)», надрукованій в журналі «Над Бугом і Нарвою. Український часопис Підляшшя.» на сторінці 26 в № 6 (118) за XI—XII 2011 року, в 1939 році в селі проживало 3 380 мешканців, серед них 2 630, або 77,81 % українців-грекокатоликів, 590 українців-латинників, 100 гебреїв та 60 поляків (з числа котрих 30 осіб було поселено, як колоністів, у міжвоєнний період). Село входило до ґміни Дзікув Стари Любачівського повіту Львівського воєводства Польської республіки. 26 вересня 1939 року в село ввійшла Червона армія. Після анексії СРСР Західної України в 1939 році село включене до Любачівського району Львівської області.
У жовтні 1944 року село у складі західних районів Львівської області віддане Польщі, поляки почали терор, грабуючи й убиваючи українців — убито 17 осіб і 2 особи заарештовано, спалено 28 господарств (всі заходи терору не подано через виїзд населення і неможливість отримати інформацію).
Українське населення вивезено до СРСР та на понімецькі землі.
У 1975—1998 роках село належало до Перемишльського воєводства.

### Церква святих Косми і Дем'яна в Старому Селі
У 1640 (за іншими даними — в 1844) році в селі збудовано церкву святих Косми і Дем'яна. Була парафіяльною церквою Любачівського деканату Перемишльської єпархії. Як наслідок повного виселення українців після акції «Вісла» в 1947 році її було частково знищено. У 1980-х роках цю парафіяльну церкву розібрано й на тому місці збудовано римо-католицький костел. При цьому знищено цвинтар, котрий був біля церкви.

## Населення
Демографічна структура станом на 31 березня 2011 року:
|          | Загалом | Допрацездатний вік | Працездатний вік | Постпрацездатний вік |
| -------- | ------- | ------------------ | ---------------- | -------------------- |
| Чоловіки | 516     | 114                | 358              | 44                   |
| Жінки    | 547     | 125                | 306              | 116                  |
| Разом    | 1063    | 239                | 664              | 160                  |

У 2006 році в селі мешкало 450 осіб.

## Відомі люди
- Бориско Ілько псевдо «Бук» (20 квітня 1922 — 2 березня 1945) — уродженець села (присілок Липина), стрілець 1-ї чоти сотні «Месники-2» куреня «Месники» Української Повстанської Армії. Загинув у бою із спецвідділом НКВС у с. Мриглоди[pl] Томашівського повіту (тепер село — в гміні Горинець-Здруй Любачівського повіту). Похований в селі Монастир[pl] Любачівського повіту.
- Гарасимович Михайло на псевдо «Курай», «Курас» або «Курач» (10 жовтня 1922 — 2 березня 1945) — уродженець села (присілок Липина), стрілець 2-ї чоти сотні «Месники-2» куреня «Месники». В лавах УПА з 14 листопада 1944 року. Загинув у бою із спецвідділом НКВС у с. Грушка Томашівського повіту. Похований в селі Монастир Любачівського повіту.
- Курат Іван «Гук» (15 січня 1922 — 2 березня 1945) — уродженець села (присілок Липина), боєць 1-ї чоти сотні «Месники-2». В лавах УПА з 31 грудня 1944 року. Загинув у бою із спецвідділом НКВС у селі Мриглоди Томашівського повіту. Похований у с. Монастир Любачівського повіту.
- Лихач Іван псевдо «Бурлака» (18 жовтня 1923) — уродженець села (присілок Липина), боєць куреня «Месники». Син Василя та Анни. В лавах УПА з листопада 1944 року, спочатку у сотні «Месники-1», пізніше — в «Месники-3». Після розформування сотні перебрався на північні землі Польщі. Виданий Василем Жуком, заарештований та засуджений на 15 років тюрми. Звільнений у 1956 році. Проживає на Перемишльщині.
- Мох (Мах) Степан псевдо «Байда» (23 квітня 1922 — 1 серпня 1946) — уродженець села (присілок Липина), снайпер сотні «Месники-3». Закінчив 4 класи початкової школи. Рільник. В лавах УПА з весни 1945 року. Загинув у бою з солдатами Війська Польського (ВП) біля села Забіла Любачівського повіту. Похований в рідному с. Старе Село Любачівського повіту.
- Псевдо «Орлик» (1924 — 02.1947) — уродженець села (присілок Липина), снайпер сотні «Месники-3». В лавах УПА від весни 1945 року. У вільні хвилини писав вірші. Загинув під час бою з вояками ВП.
- Гудз Дмитро псевдо «Ворона» (1921 року народження) — уродженець села, інтендант сотні «Месники-1». В лавах УПА від осені 1944 року. Перейшов до американської окупаційної зони у Німеччині. Мешкає у Канаді.[11]
- Табака Василь псевдо «Сизий» (21 січня 1925 — 1 серпня 1946) — уродженець села, стрілець сотні «Месники-3». Закінчив 4 класи початкової школи. Рільник. Загинув під час бою з вояками ВП біля с. Забіла Любачівського повіту. Похований у с. Старе Село Любачівського повіту.[9][11]
- Псевдо «Довбуш» (1923 — 25 липня 1946) — уродженець села, кулеметник сотні «Месники-4». В лавах УПА від весни 1945 року. Загинув під час бою з вояками ВП у лісі біля Нового Села Любачівського повіту.
- Псевдо «Мех», ім'я Іван (1922 — 02.1947) — уродженець села, стрілець сотні «Месники-3». Загинув під час бою з вояками ВП. Похований у с. Старе Село Любачівського повіту.
- Псевдо «Пугач» (1928 року народження) — уродженець села, стрілець сотні «Месники-3». В лавах УПА з осені 1945 року. Подальша доля невідома.[11]
- Дубик Василь (1922 року народження) — уродженець села, боєць УПА.
- Дубик Іван (1926 року народження) — уродженець села, боєць УПА, брат Дубика Василя.[9]